# Ulica Wincentego Witosa w Kielcach
Ulica Wincentego Witosa - jedna z ważniejszych ulic w północnych Kielcach, która łączy Piaski, Sieje i Dąbrowę. Od 1 stycznia 2023 roku fragment DW762 (Kielce-Małogoszcz).

## Przebieg
Ulica Wincentego Witosa zaczyna się na skrzyżowaniu z ulicami Zagnańską i Kornela Morawieckiego. Później krzyżuje się m.in. z ulicami Magazynową, Peryferyjną i Wincentego z Kielc. Kończy się na skrzyżowaniu z ulicami Warszawską i Dywizjonu 303.

## Historia
Ulica Witosa jako ulica łącząca obecne ulice Zagnańską i Warszawską pojawia się dopiero na przełomie lat 80. i 90. XX wieku. Wcześniej była to jedynie droga lokalna do domków jednorodzinnych w okolicy dzisiejszego osiedla Sieje. Również w tamtym czasie zaczęło powstawać osiedle Dąbrowa I, do którego jedyny wjazd jest właśnie od ulicy Witosa. Przez długi czas była to droga lokalna, jednak w związku z remontem tej ulicy została ona podniesiona do kategorii drogi wojewódzkiej (DW762).

## Przebudowy ulicy Witosa
Na początku czerwca 2019 roku ruszyła jedna z największych inwestycji w Kielcach w ostatnich latach – przebudowa ulic Zagnańskiej i W. Witosa W ramach remontu, została wyremontowana cała ulica Witosa wraz z budową 7 rond. Koszt, wraz z przebudową ul. Zagnańskiej, części ulic Warszawskiej i Radomskiej oraz wybudowaniem roboczo nazwanej ul. Nowoszybowcowej, którą ostatecznie nazwano Dywizjonu 303. Łącznie było to 5,7 km dróg wybudowanych i wyremontowanych, których wyniósł ponad 133 mln zł. Pierwotnie cała inwestycja miała zostać oddana do użytku w lipcu 2021 roku, jednak wykonawca wystąpił do Miejskiego Zarządu Dróg o przedłużenie przesunięcie terminu zakończenia inwestycji o trzy miesiące, czyli do października 2021 roku. Ostatecznie, inwestycja zakończona została 21 października 2021 roku (choć drobne poprawki zostały poprawianie jeszcze przez kilka kolejnych dni). Remont ten pozwolił na przedłużenie od 1 stycznia 2023 roku drogi wojewódzkiej nr 762 do skrzyżowania z DK73 i DW745.

## Ważniejsze obiekty przy ulicy Witosa
- Wojewódzki Urząd Pracy[9]
- Izba Administracji Skarbowej

## Komunikacja miejska
Na ulicy Witosa znajduje się 10 przystanków, które są obsługiwane przez 4 linie (4, 33, 103, 104).